# 増富温泉
増富温泉（ますとみおんせん）は、山梨県北杜市須玉町比志にある温泉である。増富ラジウム温泉とも呼ばれる。

## 泉質
- 放射能泉
  - ラジウム含有量が非常に多い。1リットル中の含有量は12,300マッヘとの記録もある。
  - 源泉温度は30℃近く、ぬる湯である。15分から30分と長めにつかる入浴法が一般的。
- 温泉概要（増冨の湯のデータを参考）
  - 源泉泉質含二酸化炭素 - ナトリウム - 塩化物・炭酸水素塩泉（高張性中性低温泉）
- 効能
  - 糖尿病・痛風・筋肉疲労・精神疲労・循環器障害・リュウマチ・アレルギー体質・内臓疲労アトピー性皮膚炎・更年期障害・肝機能障害・胆石症など

## 温泉街
秩父多摩甲斐国立公園内、塩川支流本谷川の侵食で渓谷が作られ、山間に8軒の旅館が存在する。共同浴場は無く、一般社団法人護持の里たまゆらが運営する日帰り入浴施設
「増富の湯」が1軒存在したものの、温泉施設老朽化に伴う点検等のため、2023年4月1日から当面の間休業している 。

## 歴史

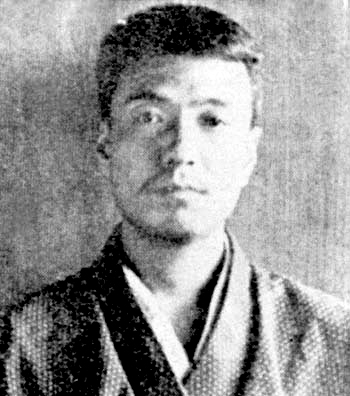
高浜虚子

「増富」の地名は1875年（明治8年）から1959年（昭和34年）まで存在していた増富村に由来する。武田信玄が金山開発中に発見した隠し湯であるという伝承をもつ。効能の高さから湯治場として栄えた。金峰山をや瑞牆山を望む景勝地で、近代には高浜虚子をはじめ、井伏鱒二や中山義秀、田中冬二をはじめ多くの文人や画人が訪れた。
1965年（昭和40年）8月5日、国民保養温泉地に指定。2004年に発生した温泉偽装問題では、湧水利用であるにもかかわらず温泉利用と思わせる表記をしていた旅館があったと報じられた。

## 増富温泉を訪れた文学者
高浜虚子（1874年 - 1959年）は俳人・小説家。1917年（大正6年）6月に『国民新聞』紙で「富士を背景とする避暑的遊覧地」を募集し、山梨県では河口湖のほか日野原（北杜市長坂町）、増富が上位に選ばれた。虚子は紹介文を書くために山梨を訪れている。虚子は境川村（笛吹市境川町）出身の俳人で、大学時代に虚子と交流のあった飯田蛇笏（いいだ だこつ）の案内で増富温泉を訪れる。増富温泉では二泊し、『國民新聞』1917年（大正6年）7月9日・11日の号では歓迎の様子や宿の様子、渓谷の情景などを記している。また、飯田蛇笏も随筆「山の饗宴」においてこの時の様子を記しているほか、記念の揮毫や菅笠、書簡も残されている。
井伏鱒二（1898年 - 1993年）は昭和初年から戦後にかけて山梨県を数多く訪れ、山梨の文人とも交流している。山梨を舞台にした作品も多く手がけた。井伏は北巨摩（北杜市域）も数多く訪れているが、増富温泉も山宿として何度となく訪れ、1934年（昭和9年）に刊行された『田園記』に収録されている随筆「増富温泉場」では増富温泉について記している。
田中冬二（1894年 - 1980年）は銀行員の傍ら詩を書き、随筆も手がけた。山梨県では増富温泉のほか奈良田温泉（南巨摩郡早川町）を訪れている。1955年（昭和30年）には、冬二の家族と画家の富田通雄の四人で増富温泉を訪れている。増富温泉を記した随筆に「山峡の湯」「増富ラジウム温泉」がある。

## アクセス
- 鉄道 : 中央本線韮崎駅より山梨交通バスで約60分。
- 車：中央自動車道須玉インターチェンジより県道604号・601号・23号の増冨ラジウムライン[2]を通り車で約40分